# Jacinto Vásquez Ochoa
Jacinto Vásquez Ochoa (* 5. November 1909 in Tarqui; † 21. Juli 1980) war ein kolumbianischer römisch-katholischer Geistlicher und Bischof von Espinal.

## Leben
Jacinto Vásquez Ochoa empfing am 3. Dezember 1939 das Sakrament der Priesterweihe für das Bistum Garzón.
Am 22. Dezember 1956 ernannte ihn Papst Pius XII. zum ersten Bischof von Espinal. Der Apostolische Nuntius in Kolumbien, Erzbischof Paolo Bertoli, spendete ihm am 28. April 1957 die Bischofsweihe; Mitkonsekratoren waren der Bischof von Ibagué, Arturo Duque Villegas, und der Bischof von Garzón, Gerardo Martínez Madrigal. Vásquez Ochoa nahm an der ersten Sitzungsperiode des Zweiten Vatikanischen Konzils teil.
Papst Paul VI. nahm am 12. Dezember 1974 das von Jacinto Vásquez Ochoa vorgebrachte Rücktrittsgesuch an.